# Votomita monantha
Votomita monantha är en tvåhjärtbladig växtart som först beskrevs av Ignatz Urban, och fick sitt nu gällande namn av Thomas Morley. Votomita monantha ingår i släktet Votomita och familjen Melastomataceae. Inga underarter finns listade i Catalogue of Life.